# Thrash metal
Thrash metal er en genre under heavy metal-musik som karakteriseres ved et højt tempo og aggression. Oprindelsen af thrash metal kan spores tilbage til slutningen af 1970'erne og starten af 1980'erne, hvor en række heavy metal-bands begyndte at kombinere heavy metals tunghed med punkens tempo (mest trommetempoet).

## Karakteristika
Thrash metal gør ofte brug af højt tempo, et generelt lav register, komplekse guitar-riffs, guitarsoloer i et højt register, samt dobbeltbas. Vokalmæssigt kan thrash metal indeholde alt fra melodisk sang til råbende vokaler. Mange soloer indenfor genren er karakteriseret ved et højt tempo, og der gøres ofte brug af sweep-picking, legato-stykker, alternate picking, tremolo-picking, string skipping og tapping. Thrash-guitarister henter ofte inspiration i New Wave of British Heavy Metal-genren. Genrens riffs er ofte bygget op omkring kromatiske skalaer og lægger vægt på tritonus-intervaller og formindskede intervaller i stedet for at benytte mere konventionelle skalaer. Eksempelvis er intro-riffet til Metallica-sangen "Master of Puppets" (titelsang på albummet af samme navn) en kromatisk nedgang efterfulgt af en kromatisk opgang baseret på tritonus.
Tempo og skift af taktart er også karakteristika for thrash metal. Genren har tendens til at have en accelererende fornemmelse, hvilket muligvis skyldes den aggressive trommestil. Thrash-trommeslagere bruger eksempelvis ofte to stortrommer eller en pedal til dobbeltbas for at muliggøre en utrættelig, drivende rytme. Bækken-"chokes" (at afbryde/"kvæle" bækkenet umiddelbart efter anslaget) bruges ofte som overgang mellem riffs eller ved temposkift.
For at kunne følge med de andre instrumenter bruger mange thrash-bassister et plekter. Indenfor genren findes der dog alligevel eksempler på bassister, der har brugt fingrene, såsom Frank Bello, Greg Christian, Steve DiGiorgio, Robert Trujillo og Cliff Burton. Flere bruger en forvrænget baslyd, der især gjordes populær af Burton og Lemmy Kilmister.
Sangtemaerne i thrash-metal omfatter isolation, fremmedgørelse, korruption, uretfærdighed, afhængighed, selvmord, mord, krigsførelse og andre sygdomme, der påvirker individet og samfundet. Desuden er politik - især pessimisme eller utilfredshed med politik - et normalt tema blandt thrash-bands. Indimellem kan man støde på humor og ironi (eksempelvis hos Anthrax), men der er snarere undtagelsen end reglen.

## Historie

### Genrens begyndelse
Det tidligste udspring af genren kan spores tilbage til 1975 i Black Sabbath sangen "Symptom of the Universe" som menes at have det første thrash metal riff. Black Sabbath sange "Into the Void" og "Children of the Grave" havde også indflydelse.
Senere hen gjorde Metallica, Slayer og Megadeth heavy metal mere brutalt og blev derfor forgangsmændene til Thrash metal som så udsprang i starten af 80'erne.
Metallica, Megadeth, Slayer og Anthrax karakteriseres som "The Big Four" inden for thrash metal.

## Undergenrer

### Melodisk thrash metal
Melodisk thrash metal er en ikke særlig udbredt underart af thrash metal, som kombinerer traditionel thrash metals hurtighed og intensitet med mere melodiske passager og instrumenter. Genren er temmelig obskur, men enkelte bands, deriblandt Hevein, har opnået en vis popularitet indenfor genren.